# ツキノサバク
ツキノサバク（月の砂漠、学名: Leuenbergeria lychnidifloraレウエンベルゲリア・リュクニディフローラ）は、中央アメリカに分布するサボテン科の落葉広葉樹である。
シノニムの"Pereskia opuntiiflora"の翻訳で、「団扇花麒麟」とも呼ばれた。

## 概要
月の砂漠は樹木性の木の葉サボテンで、乾季に葉を落とす落葉広葉樹である。高い樹高と強力な刺が特徴で、雨季に黄色がかったオレンジ色の花を多数つける。分布は中央アメリカに限定され、それ以外の地域への移入は限定的である。
繁殖は実生、または挿し木で容易。熱帯原産の植物であるため寒さに弱く、氷点下になると枯れる。温帯での栽培は難しく、冬場は加温して温度を高く保つか、断水した上で氷点下にならないような対策が必要となる。このため日本での栽培例は殆ど無い。
学名の種小名は、花がセンノウに似ていたことに由来しており、「センノウの（様な）花」と言った意味で名付けられた。センノウ属の学名、Lychnis（語源はギリシア語で炎を意味するλύχνοςリュクノス）と、ラテン語で花を意味するfloraフローラが語源となっている。

## 分布と生育環境
ツキノサバクが自生する地域は、典型的なサバナ気候である。メキシコゲレーロ州から、グアテマラ、エルサルバドル、ホンジュラス、ニカラグア、コスタリカの西部にかけての中南米地域である。これらの地域の中でも分布は太平洋側の標高0 - 1000mに偏っている。
自生地では半乾燥林の中で他の樹種と混ざって生えていることが多い。大型の柱サボテンや団扇サボテンと混生することもある。他の木の葉サボテン類の自生地とは重複しない。

## 形態

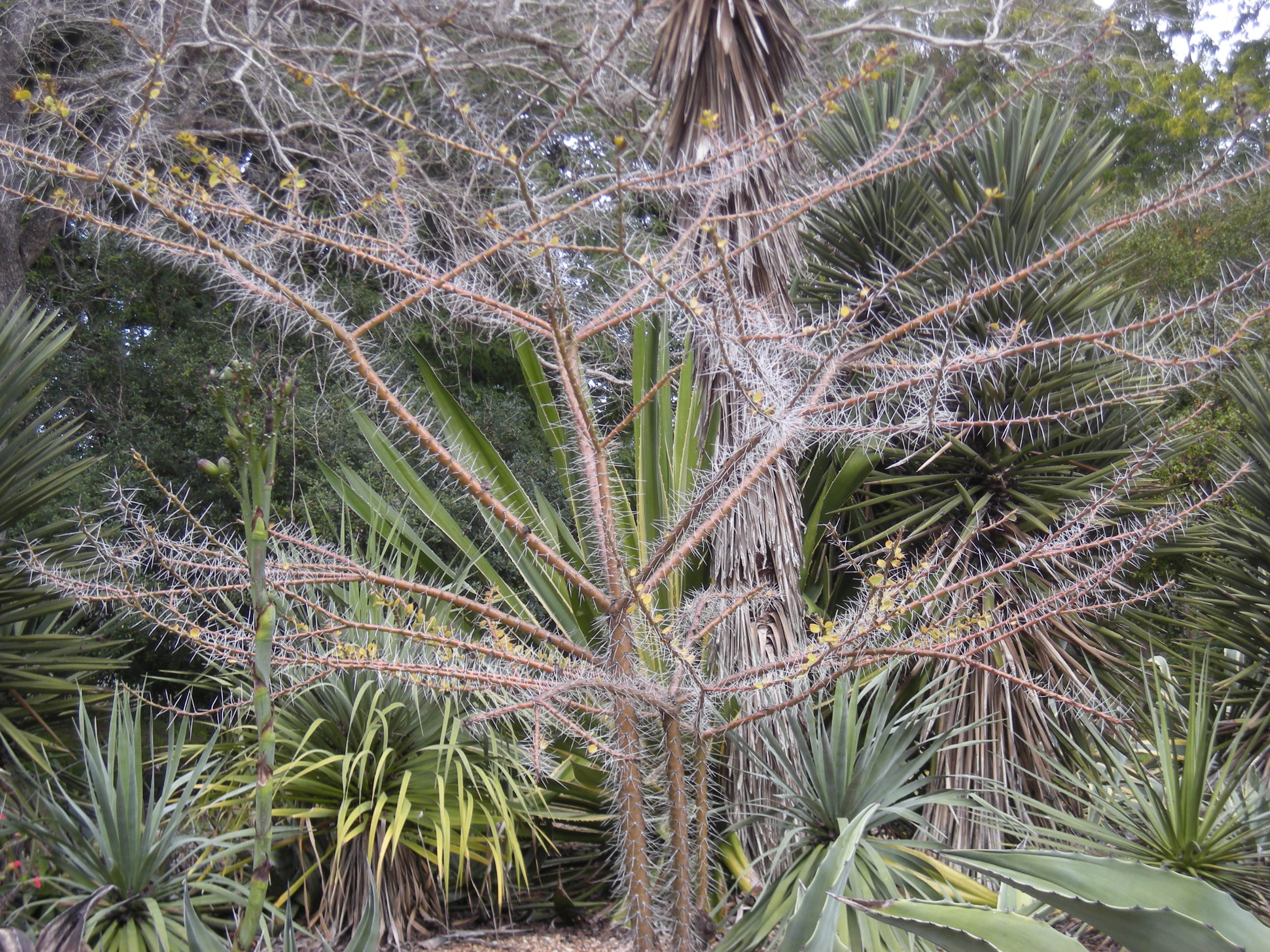
月の砂漠の若い木。乾季で葉を落とし、針の付いた棒になっている。刺が刺さると極めて痛い。

樹形は通常の樹木と同様で、リンゴの木に似ている。木の葉サボテンの中では最も高くなる種であり、5 - 10m、最大で15m以上（最大個体は20mに達する）の高木に成長する。根近くの直径は40cmほどにもなる。このように大きくなる個体の多くは、競合する他の樹木が存在する場合で、開けた土地の場合は5mほどにしかならず、水平方向への伸長を優先する。幹から若い枝まで強力な刺に覆われる。
根の形状の詳細は知られていないが、主根がある。塊根は形成しない。古い木では太い根が土の上に浮き上がる。

### 刺
刺は木の葉サボテンの中でも最も強力で、長さは最長で16cmになり、鋭く堅い。単純な針状の刺であり、逆刺や芒刺は見られない。若い枝で2 - 7cmのものが数本、古い枝で3 - 12cmが10 - 30本付き出る。短い刺はほとんど見られない。刺は若い時緑で、後に赤、灰色へと変化する。グアテマラでは針の代わりに使用される。

### 葉

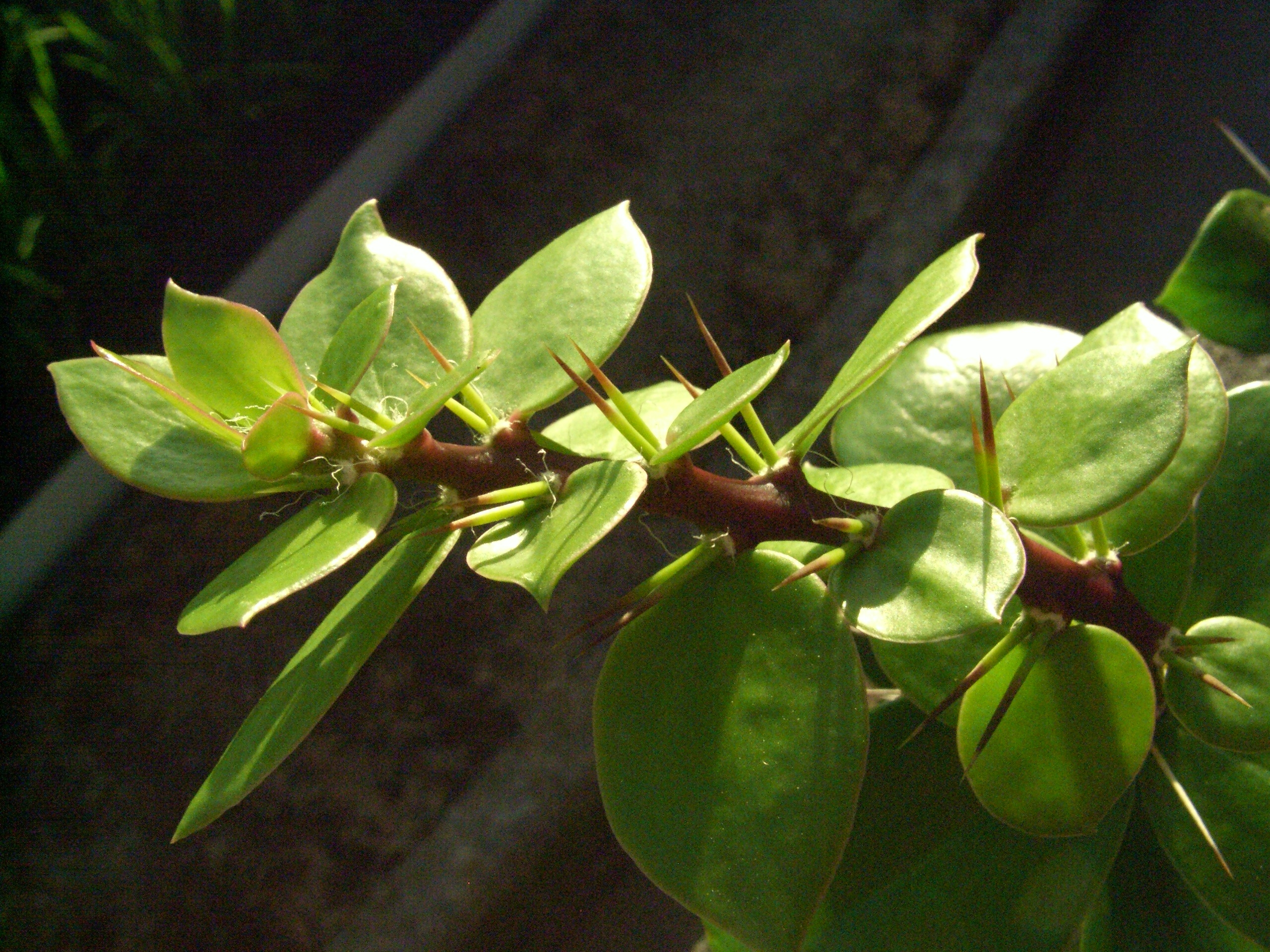
月の砂漠の若い枝

葉は2 - 8cmの小判状。肉厚で、主脈が明確でなく、葉脈は根元から分かれ、他の木の葉サボテン属のものよりもウチワサボテン亜科のペレスキオプシス属に似た印象がある。乾季（1~4月）が始まると徐々に葉を落とすが、刺座から二次葉が出るため、雨季になると急速に葉を茂らせる。光合成はC3が主で、CAM型光合成経路は存在しない可能性が高い。

### 花と実
直径6cmほどの黄色がかった明るいオレンジ色の花を6~10月に咲かせる。ふちにギザギザが入った花弁が印象的。受粉した場合、2.5~4cmほどの黄色みがかった洋梨形の実ができる。種は長さ3mmほどで黒い。